# ニュージーランドの若大将
『ニュージーランドの若大将』は、加山雄三主演の日本映画。若大将シリーズの第14弾。ニュージーランド・オーストラリアでロケーションされた。1969年7月12日公開。東宝製作。同時上映『ザ・タイガース ハーイ!ロンドン』（ザ・タイガース主演）。

## 概要
1969年1月に公開された若大将シリーズ社会人篇『フレシュマン若大将』の第2弾として同年7月に公開した本作は、前作の続篇的な設定で日東自動車のサラリーマンとして恋に仕事に活躍する若大将を描いている。前作からは半年後の公開だったが加山の実年齢に近づけるために2年間の海外赴任をしていたという設定でニュージーランドとオーストラリアで長期ロケが敢行された。プロデューサーの大森幹彦によれば、企画としては『ニュージーランドの若大将』が先にあったが、急遽、北海道ロケ篇を作ることになり2作が繋がった形になったという。

## ストーリー
田沼雄一（加山雄三）は2年間のオーストラリアの駐在生活を出勤前にシドニー湾でクルージングするなどエンジョイしていたが、急遽本社の日東自動車からの命令で帰国することになる。帰国早々の空港でライバル会社が出迎えた外国人を追おうとして偶然にニュージーランド産業振興会に勤める森川節子（酒井和歌子）と同じタクシーに乗り合う。節子から当の外国人がニュージーランドの実業家オハラ氏であることを知る。宣伝課に配属された雄一は、藤原課長（藤岡琢也）のもと同期入社の小山（小鹿敦）や大島昌子（岡田可愛）と会社に出入りする大学時代からの悪友で旅行代理店・世界航空社長の青大将こと石山（田中邦衛）らと楽しく再会を祝うのだった。雄一が再び出逢った節子に目をつけた青大将は猛烈にアタックをし始め、雄一にはモデルの朝吹マリ（中山麻里）が言い寄る始末。一方、実家の鋤焼き屋・田能久でも父親（有島一郎）が支店をおろそかにして女性にのめりこんでいることにおばあちゃん（飯田蝶子）や妹と大学時代からの親友の江口の夫婦（中真千子、江原達怡）らは怒り心頭である。そんな折、ニュージーランドでのライバル会社の攻勢に対抗するため雄一は、肉の買い付けのために同行する江口とともにニュージーランドに飛ぶことになった。そんな雄一を追って節子も、また節子について青大将もニュージーランドに赴くのだった。

## スタッフ
- 製作 - 藤本真澄、大森幹彦
- 監督 - 福田純
- 監督助手 - 大森健次郎
- 脚本 - 田波靖男
- 撮影 - 宇野晋作
- 音楽 - 広瀬健次郎
- 美術 - 育野重一
- 録音 - 田中信行
- 整音 - 下永尚
- 照明 - 佐藤幸次郎
- 編集 - 岩下広一
- 製作担当者 - 橋本利明
- スチール - 橋山直己

## キャスト
- 田沼雄一 - 加山雄三
- 田沼りき - 飯田蝶子
- 田沼久太郎 - 有島一郎
- 江口敏 - 江原達怡
- 江口（田沼）照子 - 中真千子
- 石山新次郎 - 田中邦衛
- 藤原課長 - 藤岡琢也
- 小山 - 小鹿敦
- 牛丸取締役 - 佐野周二
- 太田黒代議士 - コロムビア・トップ
- 松井 - コロムビア・ライト
- 森川節子 - 酒井和歌子
- 大島昌子 - 岡田可愛
- 朝吹マリ - 中山麻理
- エリザベス - ジェシカ・ピーターズ
- 三橋冴子 - うつみみどり
- 房子 - 浦山珠実
- 八郎 - 西条康彦
- ジョン・オハラ - アンドリュー・ヒューズ
- ジョン・オハラ夫人 - メリー・ジャコブ
- 平山 - なべおさみ
- 高橋 - 岡豊
- 直子 - 矢野陽子
- 客室乗務員 - 小林夕岐子
- カメラマン - 岩本弘司
  - 以下のキャストはクレジットはされているが出演シーンはカットされた。
- 公園の女性 - 高橋厚子
- 公園の若い男 - 当銀長太郎
- 公園の警官 - 小川安三

## 挿入歌
- 「ニュージーランドの若大将」 ※オープニングに使用された。
- 「氷河の上を」 ※エンディングに使用された。
- 「大空の彼方」 ※節子とのデートの前に、雄一が部屋を掃除するシーンに使用された。
- 「サムタイム・サムホエア」 ※シドニーでの雄一とエリザベスの別れのシーンに使用された。
- 「ウォージング・マティルダ」 ※雄一の歓迎会で、雄一の音頭で全員が歌った。

## 参照
1. ↑  ^ プロデューサー対談　大森幹彦×安武龍（『若大将グラフィティ』角川書店、1995年12月）